# Guatimac
Guatimac é um pequeno ídolo de argila pertencentes à cultura Guanche em Tenerife, nas Ilhas Canárias.
Ele foi encontrado em 1885 em uma caverna em um barranco na cidade de Fasnia (no sudeste da ilha de Tenerife). A figura foi cuidadosamente embrulhado em peles de cabra.
Embora o seu significado exato é desconhecido, parece estar relacionado com o mundo mágico-religioso dos guanches. Acredita-se que representam um gênio ou espírito guardião, embora outros dizem que pode ser um animal ou totem sagrado ou talvez uma coruja.
O ídolo foi projetado para ser pendurado no pescoço, estas imagens foram utilizadas pelos sacerdotes aborígines. Apesar de seu tamanho pequeno, cerca de 6,4 centímetros de altura, é uma figura de grande valor antropológico, pois é um dos poucos ídolos da Pré-História de Tenerife que permanecem. Hoje, está no Museu Arqueológico de Puerto de la Cruz.